# Aeroporto Internazionale di Providenciales
L'Aeroporto Internazionale di Providenciales è un aeroporto situato a Providenciales nello Stato di Turks e Caicos, facente parte dei territori dipendenti d'oltremare del Regno Unito.